# JAB安施特茨
JAB安施特茨（德語：JAB Anstoetz）是一家德国纺织品经销商，总部设于北莱茵-威斯特法伦州东威斯特法伦地区的城市比勒费尔德。这家由多个子公司组成的联合企业是由约瑟夫·安施特茨（Josef Anstoetz）于1946年创立。他的侄子海因茨·安施特茨（Heinz Anstoetz）于1951年加入公司，并于1955年接掌管理权。如今，该公司由家族第三代成员斯特凡（Stephan）和克劳斯·安施特茨（Claus Anstoetz）管理，其代理的面料已远销出口至全球逾80个国家和地区，并在各地均设有自己或贸易伙伴的展厅。JAB安施特茨在全球共有1400多位雇员，其中在比勒费尔德和黑尔福德约有600人。